# Herod Antipas
Herod Antipater (tiếng Hy Lạp: Ἡρῴδης Ἀντίπατρος, Hērǭdēs Antipatros; sinh trước năm 20 trước Công nguyên - chết sau 39 sau Công nguyên), được biết đến với biệt danh Antipas, là một người cai trị thế kỷ thứ nhất của Galilee và Perea) và được gọi là "Hê-rốt Chư Hầu " (Herod the Tetrarch) và "Vua Herod" trong Tân Ước mặc dù ông không bao giờ giữ danh hiệu vua. Ngày nay, ông được biết đến rộng rãi nhờ các thông tin từ Kinh Thánh Tân Ước về vai trò của ông trong các sự kiện dẫn đến vụ hành quyết Thánh Gioan Tẩy giả và Chúa Giê-su thành Nazareth.
Sau khi được Augustus công nhận sau khi qua đời, Herod Đại đế (khoảng 4 TCN/1 CN), và quyền cai trị dân tộc sau đó bởi anh trai của ông, Herod Archelaus, Antipas chính thức cai trị Galilee và Perea là một quốc gia thuộc địa của Đế chế La Mã. Ông đảm trách xây dựng các dự án tại Sepphoris và Betharamphtha, và quan trọng hơn đối với việc xây dựng thủ đô Tiberias của ông trên bờ phía tây của Biển hồ Galilee. Được đặt tên để vinh danh người bảo trợ của mình, hoàng đế Tiberius, thành phố này sau đó trở thành một trung tâm học tập của giáo phái Do Thái.

## Hôn nhân
Theo "The Antiquities of the Jews" của sử gia Josephus, thì Herod Antipas trước tiên đã cưới con gái của vua Ả-rập làm vợ. Khi đem lòng yêu Hê-rô-đia, ông đã bỏ vợ rồi dụ dỗ Hê-rô-đia bỏ chồng, là Herod Philip I, em trai mình, đang ở tại Rô-ma. Vì vậy đã khơi dậy chiến tranh của vua Ả-rập để trừng phạt Herod Antipas.

Theo Kinh Thánh Tân Ước Matthew 14:1-12, Gioan Tẩy giả đã ngăn cản cuộc hôn nhân giữa Antipas với Hê-rô-đia, và sau đó, Gioan đã bị chém đầu.
" Thời ấy, tiểu vương Hê-rô-đê nghe danh tiếng Đức Giê-su, thì nói với những kẻ hầu cận rằng: "Đó chính là ông Gio-an Tẩy Giả; ông đã từ cõi chết trỗi dậy, nên mới có quyền năng làm phép lạ."

Số là vua Hê-rô-đê đã bắt trói ông Gio-an và tống ngục vì bà Hê-rô-đi-a, vợ ông Phi-líp-phê, anh của nhà vua. Ông Gio-an có nói với vua: "Ngài không được phép lấy bà ấy." Vua muốn giết ông Gio-an, nhưng lại sợ dân chúng, vì họ coi ông là ngôn sứ. Vậy, nhân ngày sinh nhật của vua Hê-rô-đê, con gái bà Hê-rô-đi-a đã biểu diễn một điệu vũ trước mặt quan khách, làm cho nhà vua vui thích. Bởi đó, vua thề là hễ cô xin gì, vua cũng ban cho. Nghe lời mẹ xui bảo, cô thưa rằng: "Xin ngài ban cho con, ngay tại chỗ, cái đầu ông Gio-an Tẩy Giả đặt trên mâm." Nhà vua lấy làm buồn, nhưng vì đã trót thề, lại thề trước khách dự tiệc, nên truyền lệnh ban cho cô. Vua sai người vào ngục chặt đầu ông Gio-an. Người ta đặt đầu ông trên mâm, mang về trao cho cô, và cô ta đem đến cho mẹ. Môn đệ ông đến lấy thi hài ông đem đi mai táng, rồi đi báo cho Đức Giê-su."